# Goat Simulator 3
A Goat Simulator 3  egy akció-videojáték, a Goat Simulator folytatása. A játékot a Summer Game Festen jelentették be, és 2022. november 17-én jelent meg. A játék négyjátékos kooperatív módot tartalmaz, és a fiktív San Angora szigeten játszódik. A játék megjelenésekor nem fog  cross-platform többjátékos funkcióval rendelkezni.

## Játékmenet
A Goat Simulator 3, akárcsak elődje, egy harmadik személyű perspektívájában játszódó akciójáték, ahol a kecske játékos karakterét irányítva cél a játék városi környezetében pusztítást végezni és mutatványokat végrehajtani. Az előző játékban megmaradt az a mechanika, hogy a játszható kecske a világban található tárgyakhoz és nyalogatással tud csatlakozni. A fejlesztők állítása szerint a nyílt világ 18-szor nagyobb, mint az első játéké. Emellett léteznek olyan részek, ahol különböző játékstílusokat fedeznek fel, például a Wolfenstein 3D paródiája első személyű lövöldözős mechanikával. A Goat Simulator 3-ban egy, a sorozatban újdonságnak számító sztorimód is megjelenik.

## Fogadtatás
| Összegzőoldal | Értékelés                           |
| ------------- | ----------------------------------- |
| Metacritic    | PC: 69/100 PS5: 69/100 XSXS: 80/100 |

| Szerző        | Értékelés |
| ------------- | --------- |
| GamesRadar+   | [ 18 ]    |
| IGN           | 8/10      |
| PC Gamer (US) | 50/100    |
| Push Square   | 6/10      |
| Shacknews     | 7/10      |
| VG247         | [ 23 ]    |

A Metacritic szerint a Goat Simulator 3 PC-s és PlayStation 5-ös verziója jelenleg "vegyes vagy átlagos értékeléssel" rendelkezik, 100-ból 69-es ponttal, míg az Xbox Series X verziója jelenleg 80 ponttal rendelkezik 100-ból, "általában kedvező értékeléssel".

## Fordítás
Ez a szócikk részben vagy egészben  a   Goat Simulator 3 című angol Wikipédia-szócikk ezen változatának fordításán alapul.  Az eredeti cikk szerkesztőit annak laptörténete sorolja fel. Ez a jelzés csupán a megfogalmazás eredetét és a szerzői jogokat jelzi, nem szolgál a cikkben szereplő információk forrásmegjelöléseként.